# Anwar Moore
Anwar Moore (né le 5 mars 1979) est un athlète américain, spécialiste du 110 mètres haies.
Sa meilleure performance est de 13 s 12 (2007). Il réside à Cary en Caroline du Nord.